# BBQ CHICKENS
BBQ CHICKENS（バーベキュー・チキンズ）は、2000年に結成された日本のパンクバンド。Hi-STANDARDの横山健を中心とした男性4人によって構成される。ファストコアを主軸としたショートチューンの楽曲を主として展開している。

## 概要・来歴
2001年8月にPIZZA OF DEATH RECORDSより1stアルバム『INDIE ROCK STRIKES BACK』をリリース。
2009年、HATANOが脱退し、FUCK YOU HEROESのAndrewが加入。
2011年、初の全国ツアー『Crossover And Over Tour』を行った。
2013年、アルバム『Broken Bubbles』を引っさげて、2年ぶりとなる全国ツアー『Broken Bubbles Tour』を開催。

## メンバー
HONGOLIAN（ホンゴリアン）
ボーカル担当。本職はデザイナー（NIKIVISION所属）でPIZZA OF DEATHのオフィシャルTシャツのデザインなどを手がける。
KEN（ケン）
ギター、コーラス担当。本名：横山健。Ken Yokoyamaの活動と平行して参加している。PIZZA OF DEATHの代表取締役でもあり、このバンドの代表でもある。
I.S.O（イソ）
ベース担当。PIZZA OF DEATHに勤めている。2014年からスタートしたPIZZA OF DEATHが主催するフェスSATANIC CARNIVALのプロデューサーである。
Andrew （アンドリュー）
ドラムス担当。本名：アンドリュー・フォールズ・ナオヤ。インディーズレーベル「TIGHT RECORDS」の社長であり、長年にわたり数多くのバンドのサウンドエンジニアを務めてきた。RISE、FUCK YOU HEROES、FULLSCRATCHのドラムでもある。イギリス国籍のハーフ。2009年正式加入。GOOD4NOTHINGやHOTSQUALL等のPAも行う。口癖は「入り」「入ります」である。

## 旧メンバー
HATANO（ハタノ）
ドラムス担当。2009年、所属しているHawaiian6が事務所『Ikki Not Dead』を設立し、PIZZA OF DEATHから独立したため脱退した。

## ミュージックビデオ
| 監督                 | 曲名 |
| UGICHIN              | 「SICK GUY/STUPID MAGAZINES」                                                                              |
| UGICHIN/KEN YOKOYAMA | 「Big Mac/Keep It Real」「If The Kids Are United〜Sesame Street Theme」「PIZZA OF DEATH'S THEME〜FAT BOY」 |
| Nikivision           | 「Blue Blood In Your Heart/Nippon」「Raised Up In Hell / Xie Xie(謝謝)」                                   |

## ライブツアー

### 出演イベント
- 2011年12月23日 - PIZZA OF DEATH RECORDS presents FORGET EVERYTHING ABOUT
- 2013年2月24日 - MEANING"SHINE OUR JOUNEY" RELEASE TOUR
- 2013年10月13日 - MADOllie2013
- 2013年12月23日 - PIZZA OF DEATH RECORDS presents FORGET EVERYTHING ABOUT
- 2014年9月27日 - P.D.F.SUMMER BASH
- 2014年12月2日 - Japanese Katana Soundtrack 発売記念パーティー